# Російські посли та посланці в Речі Посполитій 1763–1794 рр.

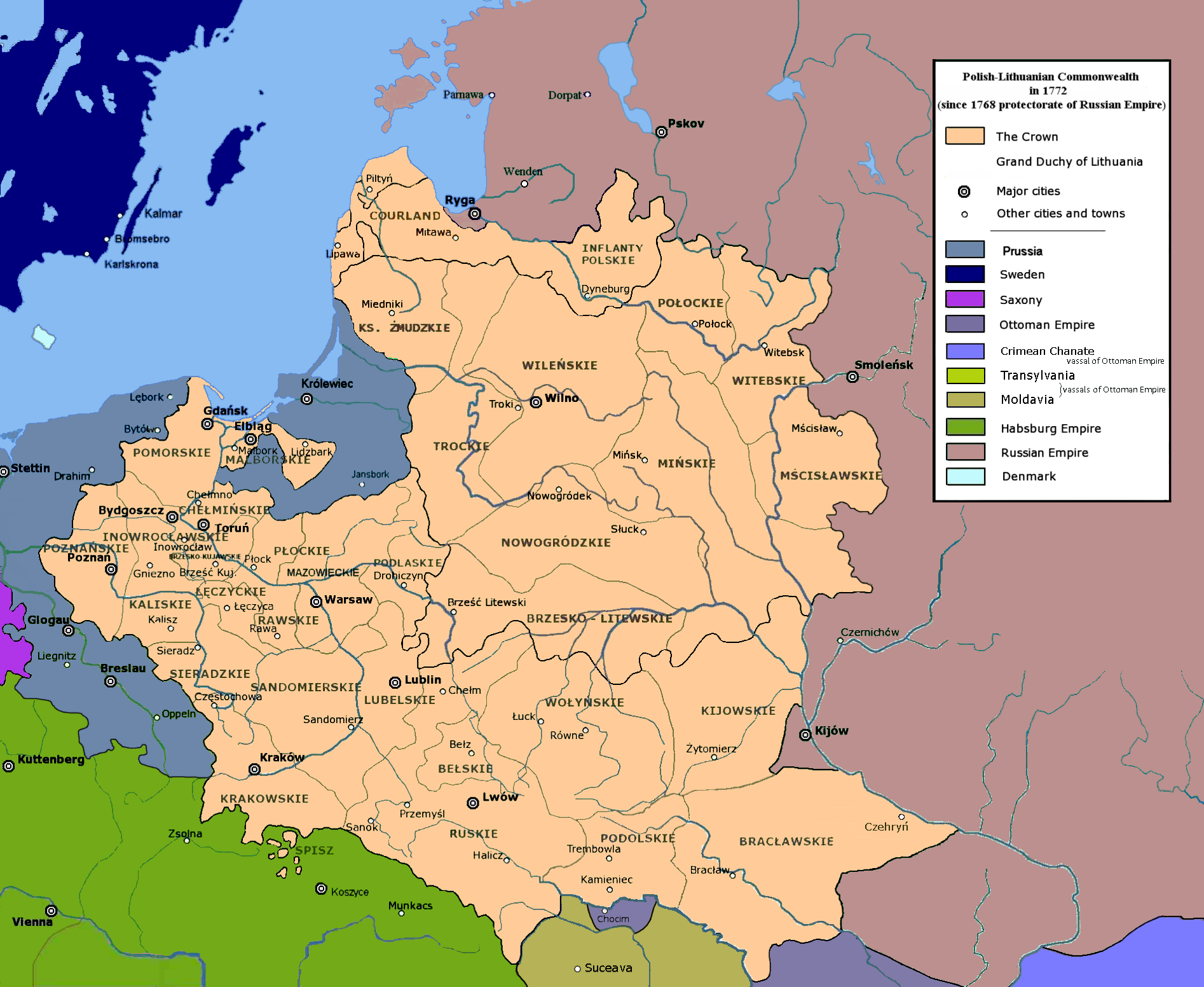
Річ Посполита як протекторат Російської імперії 1772 р. (кордони до Першого поділу)

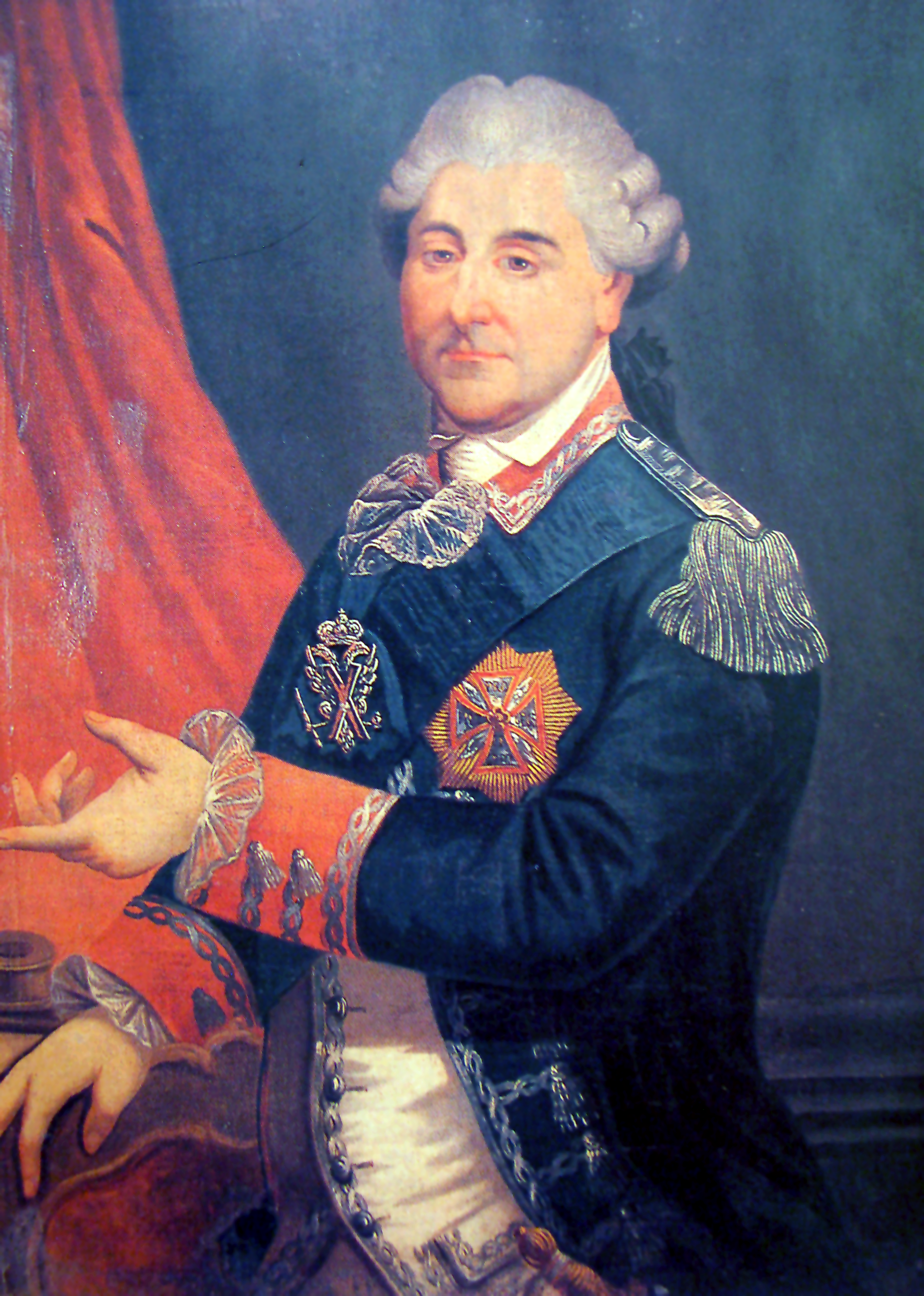
Портрет Станіслава Августа. На грудях короля видно російський орден св. апостола Андрія Первозванного

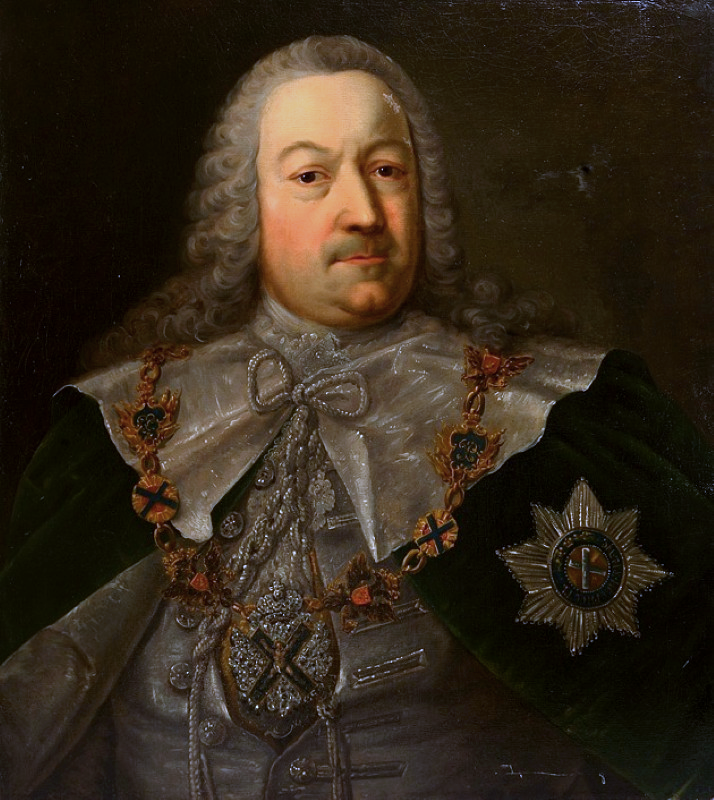
Герман Карл фон Кейзерлінг

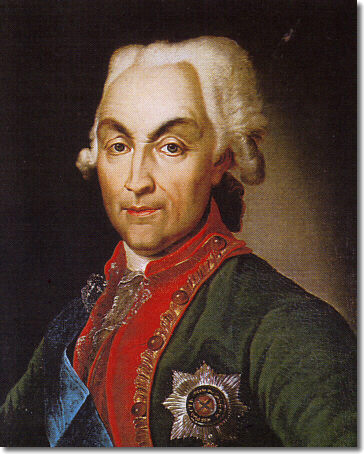
Микола Рєпнін

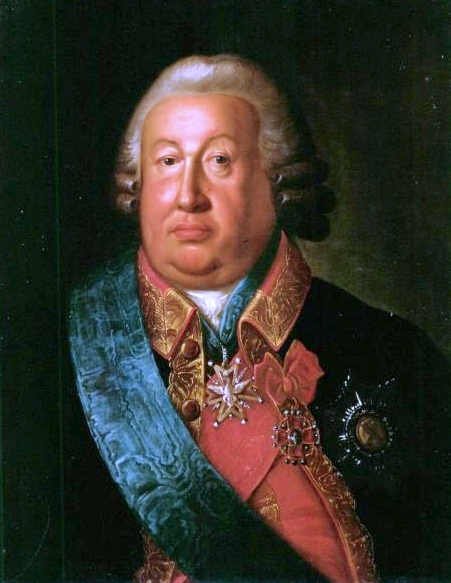
Михайло Волконський

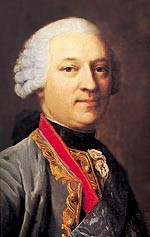
Каспар фон Зальдерн

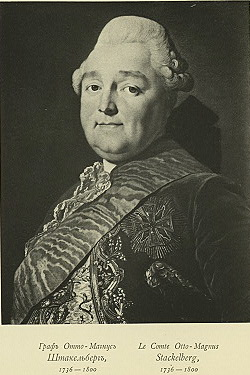
Отто Магнус фон Штакельберг

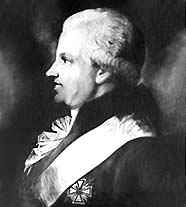
Яків Булгаков

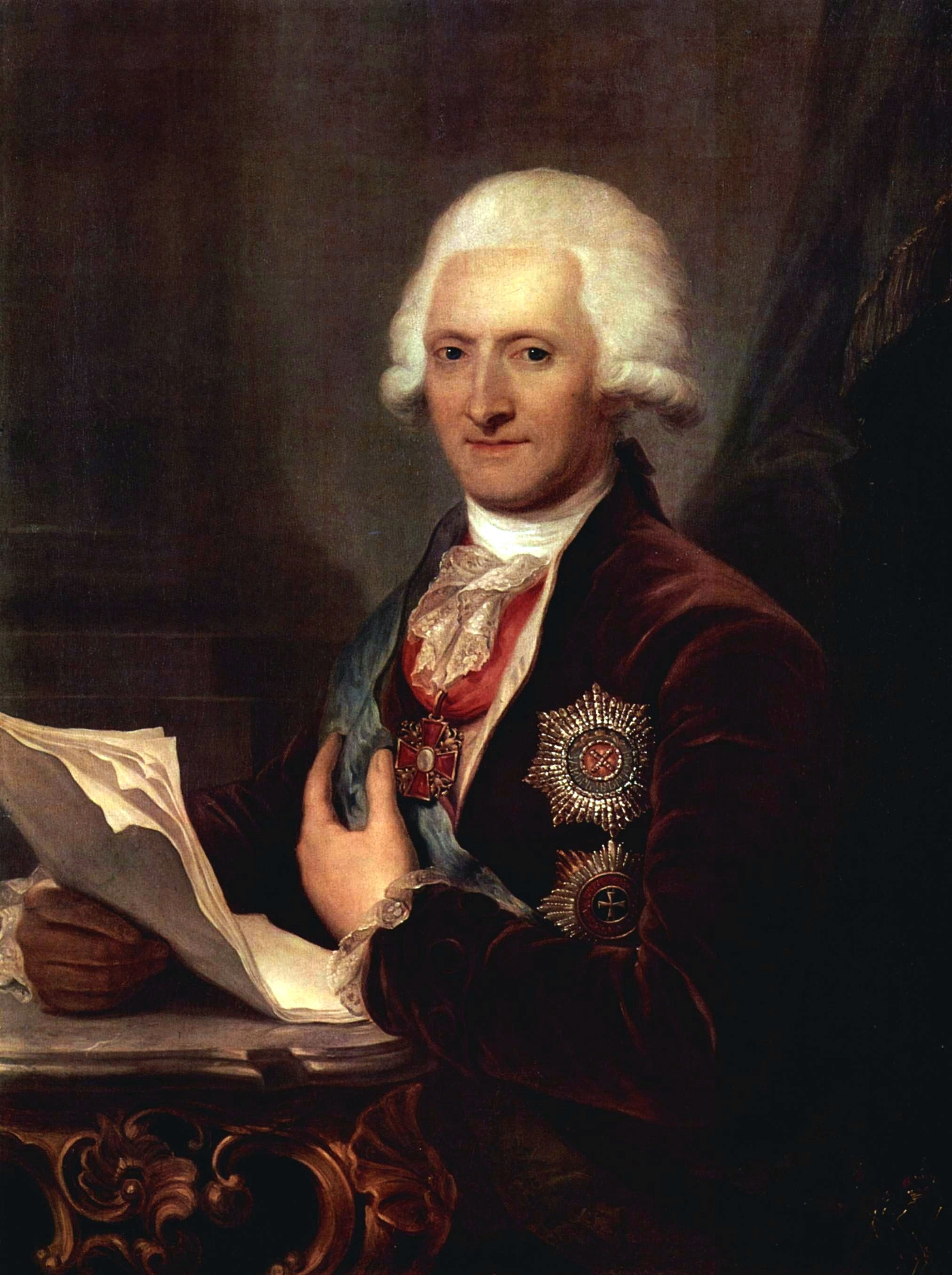
Якоб Сіверс

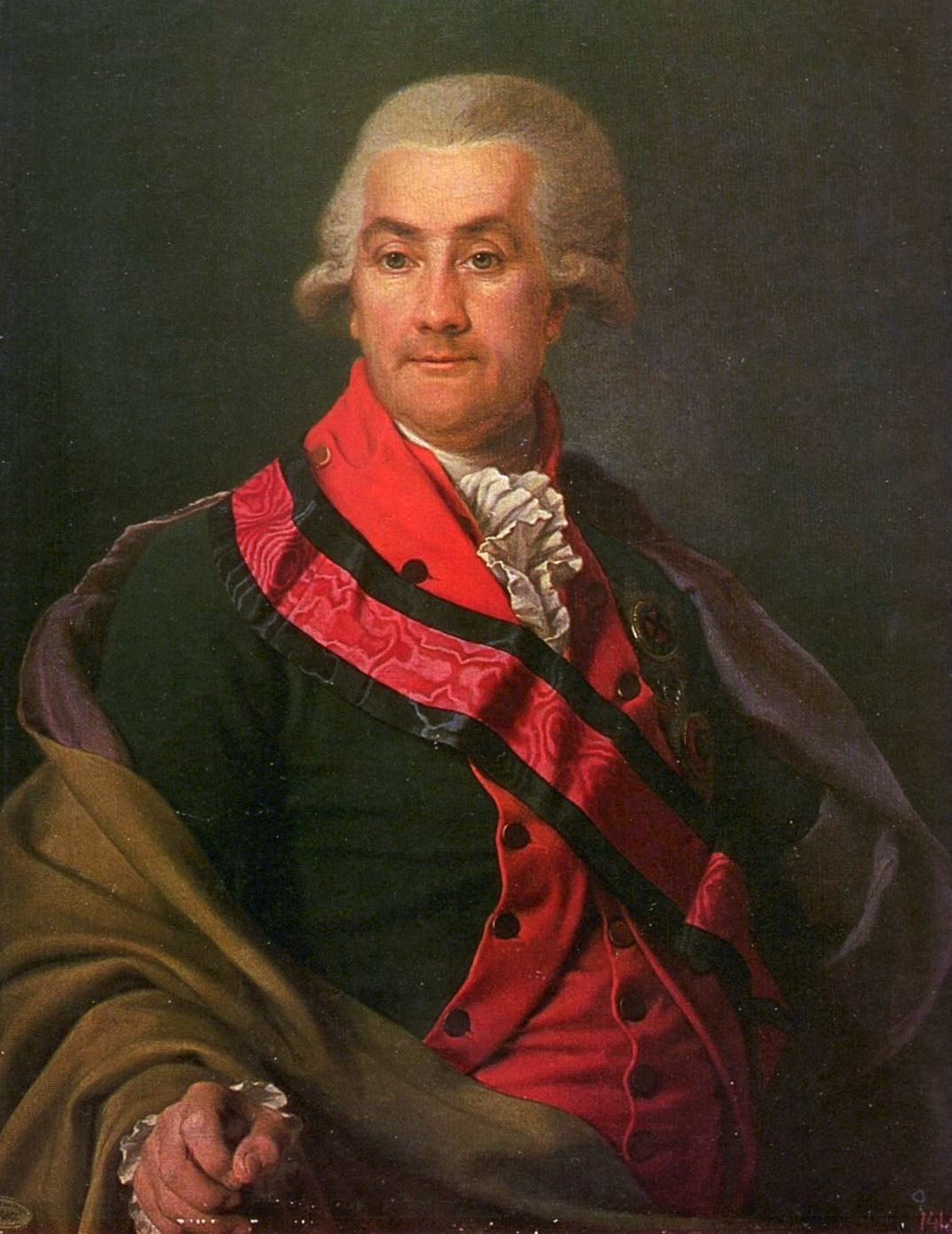
Осип Ігельстрем

Російські посли та посланці в Речі Посполитій 1763—1794 рр. — характеристика московських та російських дипломатів цього періоду.
Компетенція російських дипломатів у Речі Посполитій тих років виходила далеко за межі властивих їхнім функціям дипломатичних завдань. Обсяг їхньої влади можна порівняти з положенням віце-королів у колоніях Іспанської імперії або проконсулів, які керували в завойованих провінціях Римської імперії. У ці роки (з перервою в 1790—1792 рр.) російські посли і посланці здійснювали реальну владу в Польщі і Литві, діючи на підставі інструкцій, надісланих з Петербурга. Вони мали величезний вплив на короля, який на їхнє прохання та з їхньої згоди призначав людей на посади та роздавав посади старост людям, яких вони вказували як винагороду за прихильників Росії. У російському посольстві існував постійний корупційний фонд, з якого воно виплачувало фіксовану річну зарплату своїм агентам і прибічникам. Порядок денний Постійної ради встановлював російський посол, до складу якого також входили люди, яким він довіряв. Їх справжнє становище в Речі Посполитій засвідчує, здавалося б, незначна подія, коли вся публіка королівського театру (коли Станіслав Август уже зайняв своє місце в ложі) довго чекала початку вистави, бо російського посланця ще не було. присутній.
Суперечка про пріоритет між нунцієм і російським послом тривала за часів правління Августа III Саксонського і не була вирішена до кінця існування Речі Посполитої.

## Московські та російські посланці в Речі Посполитій до 1763 року
- 1508 — Іван Челяднін
- 1584–1598 — Михайло Безнін
- 1598–1606 — Іван Безобразов
- 1674–1677 — Василь Тяпкін
- 1703 — Йоганн Рейнгольд фон Паткуль
- 1701–1706 — Григорій Долгоруков
- 1706–1707 — Василь Долгоруков
- 1709–1712 — Григорій Долгоруков
- 1712 — Олександр Дашков
- 1714 — Наришкін
- 1715–1717 — Григорій Долгоруков
- 1721–1724 — Сергій Долгоруков
- 1724–1726 — Василь Долгоруков
- 1726–1731 — Михайло Бестужев-Рюмін (надзвичайний посланник)
- 1728–1729 — Сергій Долгоруков
- 1733–1744 — Герман Карл фон Кейзерлінг (надзвичайний посланник)
- 1744–1748 — Михайло Бестужев-Рюмін (надзвичайний посланник)
- 1749–1752 — Герман Карл фон Кейзерлінг (вдруге)
- 1758–1762 — Федір Воєйков

## Генеза
Вже на початку XVIII століття завдяки численним інтригам, підкріпленим силою своєї зброї, Московія отримала домінуючий вплив на внутрішні справи Речі Посполитої. 1717 року цар Петро I став гарантом перемир'я між шляхтою та королем Августом II, положення якого були прийняті на Німому сеймі.

## Російські посли та посланці в Речі Посполитій 1763—1794 рр
- Герман Карл фон Кейзерлінг — надзвичайний посланник і повноважний міністр (1763 — 30 вересня 1764)
- Микола Рєпнін — надзвичайний посланник і повноважний міністр (1764–1769)[2]
- Михайло Волконський — надзвичайний посланник і повноважний міністр (22 травня 1769–1771)
- Каспер фон Зальдерн — посол (квітень 1771 — серпень 1772)
- Отто-Магнус фон Штакельберг — надзвичайний посланник і повноважний міністр (1772-1775), посол (1775-1790)
- Яків Булгаков — надзвичайний і повноважний посланник (1790–1792)
- Якоб-Йоганн фон Зіверс — надзвичайний посланник і повноважний міністр (16 лютого — 28 грудня 1793)
- Отто Генріх Ігельстром — надзвичайний посланник і повноважний міністр (грудень 1793 — весна 1794)

### Герман Карл фон Кейзерлінг
Однак тільки державний переворот родини Чорторийських, здійснений за допомогою російських військ після смерті Августа III, і обрання кандидата імператриці Катерини II Станіслава Августа Понятовського 1764 року призвели до постійної залежності правителя Речі Посполитої від постійної російської допомоги. Російський посланник Герман Карл фон Кейзерлінг, дозволивши незначні реформи конвокаційного сейму, обрав кандидата на престол Речі Посполитої, вказаного імператрицею.

### Микола Рєпнін
Однак невдовзі його змінив надзвичайний посланник і повноважний міністр Микола Рєпнін, який за вказівками Петербурга привів до створення 1767 року антикоролівської і католицької Радомської конфедерації та нерелігійних конфедерацій: православної Слуцької та протестантської Торуньської. На Рєпнінському сеймі 1767—1768 р. його постулат про рівність прав людей різних віросповідань зустрів сильний опір. Її розгромив лише терор зборів, внаслідок безпрецедентного в історії міжнародних відносин викрадення сенаторів: краківського єпископа Каєтана Солтика, київського єпископа Юзефа Анджея Залуського, польного гетьмана коронного Вацлава Жевуського і його сина Северина Ржевуського до Калуги. Рєпнін не терпів жодної опозиції, тому навіть не соромився публічно образити Юзефа Пуласького, одного з лідерів Барської конфедерації (Рєпнін просто вдарив його ногою). Російський посланник змусив прийняти на сеймі делегації кардинальні закони (26 лютого 1768 р.), які були підтверджені 8 березня договором про гарантію Речі Посполитої з Росією. З цього моменту Річ Посполита стала протекторатом Росії, а імператриця Катерина II гарантувала непорушність її системи. Однак місія Рєпніна закінчилася провалом, оскільки 1768 року він не зміг запобігти вибуху антиросійського повстання в Речі Посполитій.

### Михайло Волконський
22 травня 1769 року його змінив надзвичайний посланник і повноважний міністр Михайло Волконський. Його вказівки встановлювали дедалі жорсткіший курс щодо Речі Посполитої. 1770 року, коли в розмові з королем він вимагав вислати з країни родину Чорторийських, монарх наївно запитав: «як можна карати іноземних підданих?» Російський посланець швидко змусив Станіслава Августа усвідомити ілюзорність своєї влади: «Я ніколи не думав, що ваша величність може вимовити таке слово. Я доповім про все своєму двору».
Під загрозою Барських конфедератів, які оголосили про його детронізацію 22 жовтня 1770 року, покинутий своїми прихильниками та потопаючий у боргах, король Станіслав Август Понятовський бачив свою єдину опору в Росії, яка підтримувала його, в особі свого посланця.

### Каспер фон Зальдерн
Катерина II намагалася зберегти Річ Посполиту в цілому під російським протекторатом. Тому з квітня 1771 року вона призначила новим послом у Варшаві Каспера фон Зальдерна, протеже міністра Микити Івановича Паніна. Проте спроба викрадення короля, здійснена конфедератами у Варшаві 3 листопада 1771 року, остаточно змусила її зрозуміти, що Станіслав Август уже не є сильним і надійним гарантом російського протекторату над Річчю Посполитою.

### Отто Магнус фон Штакельберг
Після підписання договору про перший поділ 5 серпня 1772 року до Речі Посполитої прибув новий російський посланник, надзвичайний і повноважний міністр Отто-Магнус фон Штакельберг, який мав ратифікувати його положення в сеймі. Цього вдалося досягти завдяки підкупу багатьох депутатів на Розділовому сеймі (1773–1775) 30 вересня 1773 року. Дипломатичний ранг Штакельберга було знижено, щоб під час поділу зрівняти його з рангом представників Пруссії та Австрії.
З ініціативи Штакельберга 1775 року була створена Постійна Рада, яка мала стати інструментом російської влади в Речі Посполитій. 1780 року, за погодженням з апостольським нунцієм Джованні Андреа Аркетті, він підкупив депутатів і відхилив проєкт кодифікації права, включеного до Кодексу Замойського. Російсько-ватиканське співробітництво мусило залишатися в суворій таємниці, оскільки державний секретар Лаццаро Опіціо Паллавічіні попереджав нунція: «щоб наша згода і злиття з єретичною державою без потреби не вийшли на нашу шкоду, хоч такі засоби часто використовуються Провидінням. заплутати формування людської політики для блага Церкви та її глави». 29 травня 1787 року Постійна Рада прийняла безпрецедентну в історії міжнародних відносин постанову про купівлю з державних коштів в 1 млн злотих Брюльського палацу як резиденції російського посольства. Ці гроші, отримані з надлишків бюджету, мали бути використані для оснащення армії Речі Посполитої. Це була чергова спроба принизити поляків і перешкодити відбудові зруйнованого бюджету Речі Посполитої.
1788 року, розраховуючи на допомогу Речі Посполитої у війні з Туреччиною, Катерина II дозволила провести обмежені реформи в Речі Посполитій і скликати Чотирирічний сейм. Він швидко перейшов до відмови від російського протекторату в Речі Посполитій, що формально відбулося 29 березня 1790 року, коли було підписано антиросійський союз з Пруссією.

### Яків Булгаков
Це викликало гнів Катерини II, яка відправила у відставку Штакельберга і призначила Якова Булгакова новим надзвичайним посланником і повноважним міністром у Варшаві. У 1790—1792 роках представник Росії практично втратив вплив на хід справ у Речі Посполитій, задовольняючись роллю пильного спостерігача за подіями. Прийняття Конституції 3 травня 1791 року, яка фактично змінила устрій РП, призвело до початку польсько-російської війни 1792 року. 18 травня 1792 року Булгаков сповістив Станіслава Августа про вступ російських військ до Речі Посполитої. Тому це не було формальне оголошення війни, оскільки Росія де-факто вже не визнавала Річ Посполиту як повноцінного суб'єкта міжнародних відносин. Після капітуляції та запровадження в країні влади Тарговицької конфедерації 23 січня 1793 року Росія та Пруссія підписали другий поділ Речі Посполитої. Австрія, яка формально не брала участі у Другому розділі, 3 січня 1795 року за спиною Пруссії уклала з Росією таємну конвенцію про третій розділ Речі Посполитої, за якою імператор Франц II Габсбург приєднався до Договору про другий розподіл.

### Якоб-Йоганн фон Зіверс

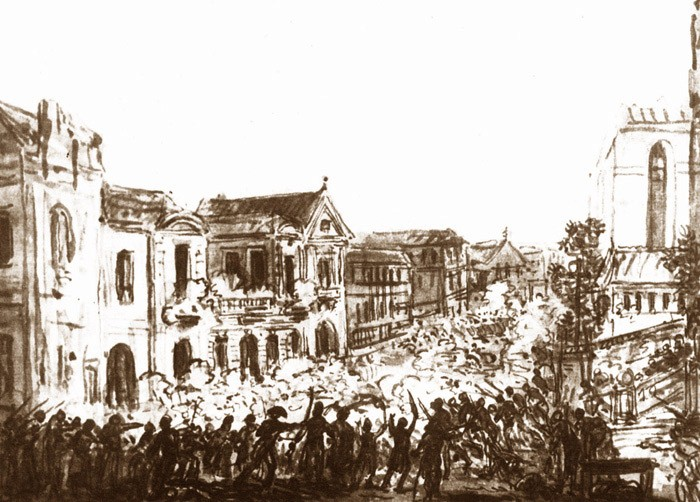
Штурм російського посольства на вулиці Міодової, малюнок Яна Пьотра Норбліна

16 лютого 1793 року новим надзвичайним російським посланником і повноважним міністром у Речі Посполитій було призначено Якоба-Йоганна фон Зіверса. Його завданням було ратифікувати новий договір про поділ Гродненським сеймом. Фактично сейм піддався тиску, оточений російськими гарматами за наказом Зіверса. Крім того, депутатами могли стати лише ті, кого він особисто погодив. Катерина II надіслала написаний нею проєкт вічного союзу Речі Посполитої та Росії, який принижені посланці представили Зіверсу як прохання народу Речі Посполитої. 14 жовтня 1793 року проєкт пройшов «одноголосно» (ніхто не наважувався висловитися). У результаті, як сказав один із депутатів, «Польща стала російською провінцією». Більшість депутатів були підкуплені та залякані. Почалася російська військова окупація, гарнізони Речі Посполитої були оточені росіянами.

### Осип Ігельстром
У грудні 1793 року новим російським надзвичайним посланником і повноважним міністром став Осип Ігельстрем, який з кінця 1792 року прийняв верховне командування військами Катерини II у Речі Посполитій. Його завданням було скорочення коронного та литовського військ.
Вибух повстання Костюшка в березні 1794 року став для нього цілковитою несподіванкою. Не в останню чергу напад на російський гарнізон у Варшаві 17 квітня під час Варшавського повстання. У результаті Ігельстрем поспішно залишив Варшаву, а будівлю російської місії (палац Млоджейовських) після кровопролитного бою захопили повстанці. Там були знайдені документи про отримання видатними діячами політичного життя фіксованої річної платні, що згодом стало причиною карного суду для засудження керівників Тарговицької конфедерації до страти.